# 京都市立仁和小学校
京都市立仁和小学校（きょうとしりつ にんなしょうがっこう）は京都府京都市上京区御前通一条下る東竪町にある公立小学校。

## 概要
明治2年（1869年）に京都で開校した64の番組小学校のうち2つの小学校を、明治26年（1893年）に統合して設立された。
学校名は仁和寺街道に因むとされるが、仁和寺街道の名称は、現在の仁和小学校地が、仁和寺門跡2世性信入道親王の仁和寺新堂の跡地であったことに由来するという。

## 沿革
- 1869年（明治2年）
  - 9月1日 - 上京第九番組小学校が四番町に開校[3][注釈 2]
  - 10月6日 - 上京第八番組小学校が天満屋町に開校[3][注釈 2]
- 1872年（明治5年）- 上京第九番組小学校の校名を安嘉に、上京第八番組小学校の校名を殷富に改称[1]
- 1893年（明治26年）4月 - 両校を合併して、立本寺境内地に仁和尋常小学校が創立[3]
- 1913年（大正2年） - 現校地（元妙栄寺境内）での校舎等竣工[3]
- 1941年（昭和16年）4月 - 国民学校令により京都市仁和国民学校と改称[4]
- 1947年（昭和22年） - 学制改革により京都市立仁和小学校と改称[5]

## 卒業後の進路
卒業後は基本的に京都市立北野中学校に進学する。

## 仁和学区
仁和学区（にんながっく）は、京都市の学区（元学区）のひとつ。京都市上京区に位置する。明治初期に成立した地域区分である「番組」に起源を持ち、学区名の由来ともなる仁和小学校の通学区域に一致し、今でも地域自治の単位となる地域区分である。

### 仁和学区の沿革
明治2年（1869年）の第二次町組改正により成立した上京第8番組、上京第9番組に由来し、同年には、それぞれの区域内に上京第8番組小学校、上京第9番組小学校が創立した。
上京第8番組は、明治5年（1872年）には上京第13区、明治12年（1879年）には区が組となり上京第13組となった。設置された上京第8番組小学校は、その後校名を殷富に改称した。
上京第9番組は、明治5年（1872年）には上京第14区、明治12年（1879年）には区が組となり上京第14組となった。設置された上京第9番組小学校は、その後安嘉に改称した。
上京第13・14組は、学区制度により明治25年（1892年）には上京第10学区となった。明治26年（1893年）殷富・安嘉両校を統合し、仁和尋常小学校を設立した。
昭和4年（1929年）に、学区名が小学校名により改称され、上京第10学区から仁和学区となった。昭和17年（1942年）に京都市における学区制度は廃止されるが、現在も地域の名称、地域自治の単位として用いられている。

### 人口・世帯数
京都市内では、概ね元学区を単位として国勢統計区が設定されており、仁和学区の区域に設定されている国勢統計区（上京区第16国勢統計区）における令和2年（2020年）10月の人口・世帯数は10,067人、5,600世帯である。

### 地理
上京区の南西端に位置する学区であり、北側は翔鸞学区、東側は正親学区と出水学区、南側は中京区の朱雀第二学区、西側は北区の大将軍学区と中京区の朱雀第八学区に接する。区域は、概ね北は一条通、南は丸太町通、東は千本通、西は紙屋川であり、面積は0.655 平方キロメートルである。

### 仁和学区内の通り

#### 東西の通り
- 今出川通
- 一条通
- 中立売通
- 仁和寺街道
- 上長者町通
- 下長者町通
- 出水通
- 下立売通
- 丸太町通

#### 南北の通り
- 千本通
- 六軒町通
- 七本松通
- 下ノ森通（相合図子通）
- 御前通
- 天神通

### 仁和学区の町名
- 東竪町
- 下竪町
- 西上之町
- 川瀬町
- 仲之町
- 天満屋町
- 下之町
- 大上之町
- 北町
- 大東町
- 西町[町 1]
- 下横町
- 三助町
- 大宮町
- 堀川町
- 西東町
- 突抜町
- 行衛町
- 七番町
- 三軒町
- 三番町
- 東町
- 西町[町 1]
- 五番町
- 四番町
- 白竹町
- 一番町
- 二番町
- 六番町
- 利生町
- 鳳瑞町
- 稲葉町
- 長門町
- 新建町

1. 1 2  西町は一条通御前通西入と一条通御前通東入に別個の町がある。

一番町から七番町までは、天正15年（1587年）に豊臣秀吉が、聚楽第造営に伴い、六軒町通仁和寺街道を中心に7つの区域に分けて一番から七番までの番号を付した区域に武士を居住させたことに由来する。
近世では、利生町・鳳瑞町・三助町は聚楽村に、東竪町・下竪町・大東町・大上之町・西町（一条通御前通西入）・下横町は大将軍村に、西上之町・川瀬町・仲之町・天満屋町・西東町・下之町・大宮町・突抜町・北町・堀川町・行衛町は西ノ京村に属した。また、東町・西町（一条通御前通東入）・新建町は北野社領であった。

## 周辺

### 仁和学区内の主な施設

#### 神社
- 大将軍八神社

#### 寺院
- 立本寺
- 華光寺
- 福勝寺
- 法輪寺（だるま寺）

#### 商店街
- 大将軍商店街

### 仁和学区内の主な史跡
- 平安宮（平安京大内裏）
- 聚楽第